# Ashley Mote
Ashley Mote (ur. 25 stycznia 1936 w Londynie, zm. 30 marca 2020) – brytyjski polityk, publicysta i przedsiębiorca, deputowany do Parlamentu Europejskiego w latach 2004–2009.

## Życiorys
Po ukończeniu szkoły średniej (City of London Freeman's School) służył w armii brytyjskiej (1954–1956), po czym pracował m.in. jako dziennikarz. Od 1972 do 1990 prowadził własną firmę marketingową, następnie pracował jako publicysta, felietonista i komentator. Opublikował kilka książek poświęconych polityce i krykietowi.
W wyborach europejskich w 2004 z ramienia Partii Niepodległości Zjednoczonego Królestwa (UKIP) uzyskał mandat posła do Parlamentu Europejskiego VI kadencji. W PE był deputowanym niezrzeszonym (z wyjątkiem okresu od stycznia do listopada 2007, gdy działał w istniejącej wówczas grupie politycznej pod nazwą Tożsamość, Tradycja i Suwerenność), zasiadał m.in. w Komisji Transportu i Turystyki oraz Komisji Spraw Konstytucyjnych.
Wkrótce po wyborze do PE przedstawiono mu zarzuty m.in. wyłudzenia kilkudziesięciu tysięcy funtów szterlingów od instytucji publicznych, do czego się nie przyznał. Władze UKIP wykluczyły go z szeregów partii. Proces karny przedłużał się z uwagi na kwestie proceduralne związane z immunitetem eurodeputowanego. Ostatecznie w 2007 Ashley Mote został uznany za winnego popełnienia szeregu zarzucanych mu czynów defraudacji i prawomocnie skazany na karę 9 miesięcy pozbawienia wolności. Przy ogłoszeniu wyroku sędzia określił go mianem „prawdziwie nieuczciwego człowieka”. Ashley Mote został też zobowiązany do zwrócenia około 67 tys. funtów szterlingów. Po dziesięciu tygodniach osadzenia w zakładzie karnym zezwolono mu na odbycie pozostałej części w systemie dozoru elektronicznego. Sam polityk nigdy nie przyznał się do winy, uważając, że zarzuty przeciwko niemu zostały sfabrykowane.